# Active Shooter
Active Shooter — компьютерная игра в жанре шутер от первого лица, созданный российским разработчиком Антоном Макаревским и издателем Атой Бердыевым, работающими под названиями Revived Games и Acid Publishing Group. Первый выпуск был запланирован на 6 июня 2018 года через платформу распространения Steam. После того, как Valve удалила издателя с платформы, разработчик выпустил игру самостоятельно.

## Игровой процесс
Игра моделирует стрельбу в школе и позволяет игрокам взять на себя роль либо активного стрелка (убийцы), либо члена SWAT, реагирующего на происшедшее событие. Игроки могут выбрать атаку с огнестрельным оружием, гранатами или ножами, а количество погибших среди гражданского населения и полиции подсчитывается на экране.

## Критика
После того, как страница Active Shooter была в мае 2018 года опубликована в магазине Steam, игра вызвала споры: родители жертв стрельбы в средней школе Марджори Стоунман Дуглас выступили против онлайн-игры. К моменту отмены игры онлайн-петиция собрала 100 000 подписей.
29 мая выяснилось, что Revived Games и Acid Publishing Group были торговыми марками Антона Макаревского и Аты Бердыева, последний из которых ранее был удален из Steam компанией Valve за нарушение авторских прав после публикации пародии на американский мультсериал «Рик и Морти» под названием Piccled Ricc. Позднее компания объявила, что Revived Games и Acid Publishing Group будут удалены с платформы Steam. Пресс-секретарь сказал Мэтью Голту из Motherboard, что Бердыев — «тролль, имеющий историю злоупотреблений с клиентами, публикации защищенных авторским правом материалов и манипуляций с отзывами пользователей». В дальнейшем в сообщении в блоге Acid Software утверждала, что Steam выпускал другие видеоигры с акцентом на насилие и убийства, приведя в качестве примеров Hatred, Postal и Carmageddon.
Вслед за реакцией СМИ на игру Valve предложила «в ближайшее время» провести более широкий пересмотр политики в отношении контента. Valve опубликовала эту обновленную политику 6 июня 2018 года, в которой указывалось, что они разрешают любой контент в Steam, если он не является незаконным или «троллингом». Дуг Ломбарди из Valve использовал Active Shooter в качестве примера такого троллинга, так как игра была «разработана только для того, чтобы вызывать возмущение и провоцировать конфликты своим существованием», и даже если другой разработчик, без истории злоупотребления Steam, какую они нашли у Бердыева, выпустил бы подобный продукт, они все равно удалили бы его за троллинг.
Позднее, в июне 2018 года, PayPal закрыл учётную запись Acid Software, сославшись на то, что игра нарушила их Политику допустимого использования. Indiegogo примерно в то же время удалил продукт из своего сервиса. Веб-сайты разработчиков, посвященные игре, были закрыты хостингом Bluehost после петиции Sandy Hook Promise.